# مشكلات الدعوة والدعاة (كتاب)
مشكلات الدعوة والدعاة هو كتاب للمؤلف الدكتور محمد حسين الذهبي. هذا الكتيب لفضيلة الكتور الذهبي من أروع الكتيبات المختصرة والقيمة لفضيلته، حيث إن عدد صفحاته قلية ولكن ما يحويه هذا الكتيب –حقيقة– ليس له مثيل في مؤلفات كبيرة تجاوزت صفحاتها أعداد كبيرة.
مشكلات الدعوة والدعاة ليس فقط بالكتيب الذي يحوي القيم والمبادئ التي يجدر بكل طالب علم أو من يقف علي باب الدعوة إلي الله أن يقرأها ويتعلم ما فيها، بل إنه –علي ما أرى– لابد وأن يكون منهجًا قويمًا تسير عليه كل المؤسسات والهيئات والجمعيات المسؤولة في -أي بلد من البلدان- عن الدعوة إلي دين الله تعالى. هذه مكانة لايمكن أبدًا لمثل هذه الأعمال أن توضع في أدنى منها.

## توضيح الكتاب
قبل أن أبدأ في سرد ما يحتويه هذا الكتيب، أود أولًا أن أوضح منهج وطريقة عرض المؤلف لكتابه. حيث أنه في البداية يوضح المؤلف بطريقة مختصرة مكانة الدعاة في المجتمعات وأهميتهم العظيمة، وأهمية ما كُلّفوا به، وملخص ذلك أن الدعوة إلي الله تعالى اختصاص اختص به الله تعالى هؤلاء الدعاة، فيجب أن يعلموا عِظَم ما كُلِّفوا به، وأن يبذلوا لأجل هذا أعظم ما يستطيعون. ثم يضع المؤلف ثلاث مشاكل رئيسية تواجه طريق الدعوة، وعلي هذه المشاكل الثلاث قام هذا الكتيب الصغير، حيث يوضح فضيلته المشكلة ومقدار المعاناة التي نعاني منها في زماننا، ثم اعتاد فضيلته - بعد توضيحه لكل مشكلة من المشاكل ومدي خطورتها – أن يذكر رأيه في حل لهذه المشكلة، ويضع اقتراحه الشخصي للحد منها، وذلك بقوله «وهنا نقترح» وعلي هذا المنوال صار المؤلف في كتابه . وإني رأيت أنه من الأولى في التلخيصي المبسط أن أكتفي فقط بذكر هذه المشاكل الثلاث، ثم التركيز علي ما اقترحه فضيلته للحد من هذه المشكلة.

## المشكلات
لقد ذكر المؤلف أن الدعوة تعاني من مشاكل ثلاث أساسية، لا رابع لها علي سبيل العموم، ولكن هناك بعض التحديات والعقبات الجانبية التي تعترض طريق الدعوة، ذكرها المؤلف في مؤخرة كتابه. وهذه المشاكل العامة الثلاث هم، أولًا: تمويل الدعوة وثانيًا: جهاز الدعوة وثالثًا: مناخ الدعوة.

### تمويل الدعوة
أول هذه الأمور: ما يلزم للدعوة ومتطلباتها الشاملة من مال ينفق علي ما تقتضيه مجالاتها المتعددة؛ من إعداد للدعاة وتهيئة للوسائل الضرورية اللازمة وسد احتياجات جميع الدعاة. وفي المشكلة الأولي، اقترح فضيلته أن تثخصَّص نسبة مئوية من ميزانية كل دولة إسلامية لتمويل الدعوة في الداخل والخارج، حيث تفي هذه النسبة بمتطلبات المهمة الخطيرة التي تنتظر المسلمين اليوم –يقصد الدعوة- للوفاء بحق دينيهم. ثم يُبيِّن فضيلته مثالًا صغيرًا لما يقوم به النصارى من مجهود في حملات التنصير، وكيف أنهم في بلد مثل أندونسيا –أكبر بلد إسلامي– قد قاموا في وقت من الأوقات بتنصير عدد قليل من المسلمين، والعدد قليل جدًا، نعم! إلا أنه إن دل علي شيء فإنما يدل علي أن هؤلاء يعملون جاهدين من أجل التنصير والتبشير، فماذا إذا ما يجب علي المسلمين فعله!

### جهاز الدعوة
وثاني هذه الأمور: ما يلزم للدعوة من جهاز متكامل ينهض بها في بلاد المسلمين وخارجها؛ جهاز تتوافر فيه المقومات والخصائص التي تناسب طبيعة الإسلام من ناحية، وتلائم طابع العصر من ناحية أخرى. وفي المشكلة الثانية، اقترح فضيلته أن تُنشأ كلية للدعوة الإسلامية –تتحول فيما بعد إلي جامعة– بتمويل إسلامي عام، ويختار لها الدارسون من كل أنحاء العالم الإسلامي من خلال تنظيم محكم للقبول، لا يمر منه إلا من تتوافر فيه مقومات خاصة تؤهله لأن يكون داعية بمفهوم الداعية الصحيح؛ هذا الكلية -أو الجامعة– يجب أن تختلف كليًا عن المألوف في النظم الجامعية أو المدرسية العادية، فالدراسة والتربية فيها متكاملتان، وتبدأ من سنٍ باكرٍ –حوالي 12 سنة، والمراحل فيها مرتبطة كل منها بالسابقة، والحياة فيها تُصمَّم بحيث تُتيح لأصحابها معايشة الإسلام معايشة حية، تحوله –أي الإسلام– إلي نسيج نفسي وعقلي داخل الدارسين، وإلي ظواهر صادقة في سلوكهم. وبخصوص المناهج : فيجب أن تتوافر فيها ما يغطي جوانب النقص، وفي مقدمتها: أولًا ثغرة الضعف في التكوين اللغوي؛ وثانيًا ثغرة الانفصام عن المصدر الأصلي للإسلام –الكتاب والسنة-؛ وثالثًا ثغرة الانغلاق وعدم الانفتاح علي الثقافات المعاصرة وتحديد الموقف منها؛ ورابعًا ثغرة أن رجل الدين لابد وأن يكون علي دراية بلغات العالم بجانب اللغة العربية، حتي يستطيع أن ينشر ما أتاه الله من علم ديني لكل المجتمعات علي ظهر الأرض.

### مناخ الدعوة
وثالث هذه الأمور: أن ترفع عن أجهزة الدعوة في كل بلاد المسلمين أثقال أجهزة السلطة التي تمنعها حرية الكلمة، وتوجهها –في كثير من الأحيان– لتتحول من دعوة إلي الله، إلي بوق من أبواق الدعاية، أو وسيلة من وسائل الإعلام، أو تُجمّد حركتها بحيث تصبح مجرد وظيفة اجتماعية، الهدف من وراءها فقط هو جمع المال والرزق. وفي المشكلة الثالثة، اقترح فضيلته توفير ضمانات كافية تؤمّن الدعاة تأمينًا كاملًا فيما يتصل بأنفسهم وأرزاقهم مهما كانت المآخذ، وأن لا يحاسب الداعية سوي هيئة علمية، تحاكمه علي أساس واضح من مقررات الإسلام التي لا يجوز للداعية أن يذعن لغيرها، وأن يكون هناك نظامًا يكفل تمويل الدعوة علي مستوي العالم الإسلامي كله، بحيث لا يكون هناك سلطان مباشر للحكومات علي الدعاة.